# Barbara Komenda-Earle
Barbara Komenda-Earle (ur. 27 sierpnia 1971 w Białymstoku) – polska germanistka i językoznawczyni, leksykolog, frazeolog, historyk frazeologii, doktor habilitowana nauk humanistycznych, nauczyciel akademicki, profesor nadzwyczajna Instytutu Językoznawstwa Uniwersytetu Szczecińskiego.

## Życiorys
Filologię germańską ukończyła na Uniwersytecie Mikołaja Kopernika w Toruniu w 1995. Doktorat obroniła w 2001 roku na Uniwersytecie im. Adama Mickiewicza w Poznaniu na podstawie rozprawy na temat semantyki leksykalnej w świetle brytyjskiej filozofii analitycznej i tzw. semantycznej teorii użycia. W latach 1993–2004 uczyła dodatkowo języka niemieckiego w Toruniu i Szczecinie. Od 1995 roku pracuje na Uniwersytecie Szczecińskim.
Habilitowała się w 2015 na podstawie dorobku naukowego oraz rozprawy na temat historyczno–językowych procesów rozwoju idiomatyki niemieckiej. W 2018 awansowała na stanowisko profesora nadzwyczajnego w Instytucie Językoznawstwa Uniwersytetu Szczecińskiego. 
W latach 2007–2009 była afiliowana na Uniwersytecie Technicznym w Berlinie, gdzie prowadziła badania w Pracowni Semiotyki Rolanda Posnera w ramach stypendium Fundacji Alexandra von Humboldta.
W 2020 roku otrzymała stypendium Fundacji Alexandra von Humboldta w Centrum Leksykografii Cyfrowej Języka Niemieckiego (Zentrum für Digitale Lexikographie) w Berlińsko-Brandenburskiej Akademii Nauk.
Jej badania koncentrują się na podstawowych obszarach językoznawstwa, z językowo–historycznymi tendencjami rozwojowymi, zagadnieniami użycia języka oraz historią słownictwa w powiązaniu z historią kultury na pierwszym planie. 
W pracy naukowej zajmuje się takimi obszarami badawczymi jak: leksykologia, semantyka leksykalna, leksykografia, frazeologia i paremiologia (ze szczególnym uwzględnieniem frazeologii historycznej i badań nad słownikami historycznymi), kontakty językowe, historia języka, historia nauki i kultury, Digital Humanities oraz lingwistyka korpusowa.